# Kuisebmund Stadium
Kuisebmund Stadium – wielofunkcyjny stadion w Walvis Bay, w Namibii. Obiekt może pomieścić 4000 widzów. Swoje spotkania rozgrywają na nim drużyny Blue Waters oraz Eleven Arrows.